# مگ: رمانی از ترس عمیق
مگ: رمانی از ترس عمیق (به انگلیسی: 'Meg: A Novel of Deep Terror) یک داستان علمی تخیلی ترسناک از استیو آلتن می‌باشد. و برای اولین بار در ژوئیه ۱۹۹۷ منتشر شد. این رمان، همراه با عواقب آن، به دنبال ماجراهای زیر آب دریای عمیق دریایی به نام جوناس تیلور است. در سال ۲۰۱۸ فیلمی با عنوان مگ منتشر شد. که بر گرفته از این رمان می‌باشد.